# Andy Welinski
Pour les articles homonymes, voir Welinski.
Andrew Welinski (né le 27 avril 1993 à Duluth dans l'État du Minnesota aux États-Unis) est un joueur professionnel américain de hockey sur glace. Il évolue au poste de défenseur.

## Biographie
Alors qu'il évolue au niveau junior pour les Gamblers de Green Bay dans l'USHL, il est repêché par les Ducks d'Anaheim au troisième tour, 83e rang, lors du repêchage d'entrée dans la LNH 2011. En 2012, il rejoint les Bulldogs de l'Université du Minnesota à Duluth et joue quatre saisons avec l'équipe universitaire. 
Vers la fin de la saison 2015-2016, il rejoint les Gulls de San Diego, équipe affiliée aux Ducks dans la LAH. Il fait ses débuts dans la LNH avec les Ducks durant la saison 2017-2018.

## Statistiques

### En club
| Saison     | Équipe                         | Ligue      |    | Saison régulière | Saison régulière | Saison régulière | Saison régulière | Saison régulière |   | Séries éliminatoires | Séries éliminatoires | Séries éliminatoires | Séries éliminatoires | Séries éliminatoires |
| Saison     | Équipe                         | Ligue      | PJ | B                | A                | Pts              | Pun              | PJ               | B | A                    | Pts                  | Pun                  |                      |                      |
| 2010-2011  | Gamblers de Green Bay          | USHL       | 51 | 6                | 8                | 14               | 14               | 11               | 2 | 0                    | 2                    | 4                    |                      |                      |
| 2011-2012  | Gamblers de Green Bay          | USHL       | 54 | 15               | 22               | 37               | 37               | 12               | 2 | 2                    | 4                    | 14                   |                      |                      |
| 2012-2013  | Université de Minnesota-Duluth | WCHA       | 38 | 4                | 14               | 18               | 24               | -                | - | -                    | -                    | -                    |                      |                      |
| 2013-2014  | Université de Minnesota-Duluth | NCHC       | 36 | 5                | 14               | 19               | 51               | -                | - | -                    | -                    | -                    |                      |                      |
| 2014-2015  | Université de Minnesota-Duluth | NCHC       | 40 | 9                | 12               | 21               | 24               | -                | - | -                    | -                    | -                    |                      |                      |
| 2015-2016  | Université de Minnesota-Duluth | NCHC       | 40 | 6                | 13               | 19               | 45               | -                | - | -                    | -                    | -                    |                      |                      |
| 2015-2016  | Gulls de San Diego             | LAH        | 5  | 0                | 1                | 1                | 2                | 8                | 0 | 2                    | 2                    | 4                    |                      |                      |
| 2016-2017  | Gulls de San Diego             | LAH        | 63 | 6                | 23               | 29               | 16               | 10               | 0 | 3                    | 3                    | 0                    |                      |                      |
| 2017-2018  | Gulls de San Diego             | LAH        | 51 | 10               | 24               | 34               | 22               | -                | - | -                    | -                    | -                    |                      |                      |
| 2017-2018  | Ducks d'Anaheim                | LNH        | 7  | 0                | 2                | 2                | 0                | 3                | 0 | 0                    | 0                    | 0                    |                      |                      |
| 2018-2019  | Gulls de San Diego             | LAH        | 27 | 8                | 11               | 19               | 16               | 16               | 3 | 7                    | 10                   | 12                   |                      |                      |
| 2018-2019  | Ducks d'Anaheim                | LNH        | 26 | 1                | 3                | 4                | 8                | -                | - | -                    | -                    | -                    |                      |                      |
| 2019-2020  | Phantoms de Lehigh Valley      | LAH        | 42 | 8                | 13               | 21               | 10               | -                | - | -                    | -                    | -                    |                      |                      |
| 2020-2021  | Ducks d'Anaheim                | LNH        | 13 | 0                | 0                | 0                | 4                | -                | - | -                    | -                    | -                    |                      |                      |
| 2020-2021  | Gulls de San Diego             | LAH        | 3  | 0                | 0                | 0                | 9                | -                | - | -                    | -                    | -                    |                      |                      |
| 2021-2022  | Heat de Stockton               | LAH        | 39 | 3                | 16               | 19               | 18               | 13               | 1 | 5                    | 6                    | 0                    |                      |                      |
| 2022-2023  | Wolf Pack de Hartford          | LAH        | 40 | 4                | 12               | 16               | 12               | -                | - | -                    | -                    | -                    |                      |                      |
| 2022-2023  | IceHogs de Rockford            | LNH        | 14 | 0                | 3                | 3                | 2                | 3                | 0 | 0                    | 0                    | 2                    |                      |                      |
| Totaux LNH | Totaux LNH                     | Totaux LNH | 46 | 1                | 5                | 6                | 8                | 3                | 0 | 0                    | 0                    | 0                    |                      |                      |

## Trophées et honneurs personnels
- 2012-2013 : nommé dans l'équipe des recrue de la WCHA
- 2014-2015 : nommé dans la deuxième équipe d'étoiles de la NCHC
- 2015-2016 : nommé dans la deuxième équipe d'étoiles de la NCHC